# Ray megye
Ray megye az Amerikai Egyesült Államokban, azon belül Missouri államban található. Megyeszékhelye és legnagyobb városa Richmond. Lakosainak száma 23 158 fő (2020. április 1.). Ray megye Caldwell, Clinton, Carroll, Lafayette, Clay és Jackson megyékkel határos.

## Népesség
A megye népességének változása:
| Lakosok száma | 23 478 | 23 315 | 23 079 | 23 039 | 22 810 | 23 158 |
|               | 2010   | 2011   | 2012   | 2013   | 2015   | 2020   |